# Rychlý antigenní test

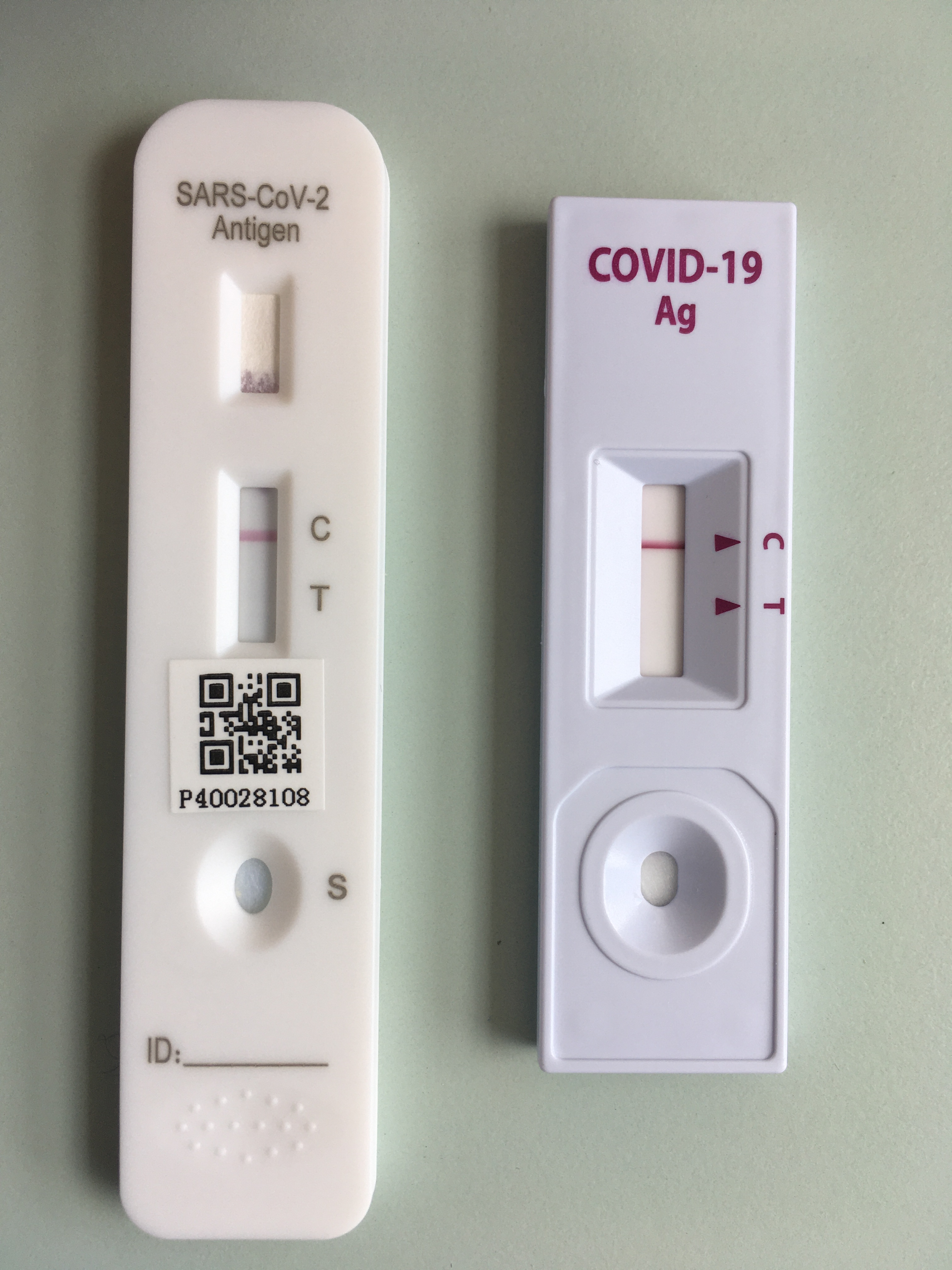
Rychlé testy SARS-CoV-2. Testy laterálního toku pro detekci virového antigenu

Rychlý antigenní test (RAT) neboli rychlý test je rychlý diagnostický test vhodný pro testování v místě péče, který přímo detekuje přítomnost nebo nepřítomnost antigenu. Běžně se používá k detekci viru SARS-CoV-2, který způsobuje COVID-19. Rychlé testy jsou typem testů s laterálním tokem, které detekují bílkoviny, čímž se odlišují od jiných lékařských testů, které detekují protilátky (testy protilátek) nebo nukleové kyseliny (testy nukleových kyselin), a to buď laboratorního typu, nebo typu point-of-care. Rychlé testy obvykle poskytují výsledek za 5 až 30 minut, vyžadují minimální školení nebo infrastrukturu a mají značné cenové výhody.

## Použití
Mezi běžné příklady RAT nebo RADT patří:
- rychlé testy související s testováním COVID-19
- rychlé streptokokové testy (na streptokokové antigeny)[1]
- rychlé diagnostické testy na chřipku (RIDT) (pro antigeny chřipkového viru)
- testy na detekci antigenů malárie (pro antigeny plasmodia)

### Rychlé antigenní testy COVID-19
Rychlé antigenní testy pro COVID-19 jsou jednou z nejužitečnějších aplikací těchto testů. Často se nazývají testy laterálního toku a poskytly světovým vládám několik výhod. Jsou rychlé na zavedení s minimálním školením, nabízejí významné cenové výhody, stojí zlomek stávajících forem PCR testů a poskytují uživatelům výsledek do 5-30 minut. Rychlé antigenní testy našly nejlepší uplatnění jako součást hromadného testování nebo celopopulačních screeningových přístupů. V těchto přístupech jsou úspěšné, protože kromě výše uvedených výhod identifikují jedince, kteří jsou nejvíce infekční a mohli by potenciálně rozšířit virus na velké množství dalších osob. Tím se mírně liší od jiných forem COVID-19, jako je PCR, které jsou obecně považovány za užitečný test pro jednotlivce.

## Vědecký základ a základní biologie
Testy na antigeny a protilátky jsou často imunoanalýzy (IAs) toho či onoho druhu, jako jsou imunoanalýzy pomocí dipsticků nebo fluorescenční imunoanalýzy, avšak RAT je imunochromatografický test, který poskytuje vizuální výsledky, jež lze vidět pouhým okem. Je považován za kvalitativní, ovšem osoba testovaná RDT může výsledky snadno kvantifikovat. Vzhledem k tomu, že se jedná o skríningový test, pokud je citlivost a specifičnost testu relativně nízká, měly by být výsledky vyhodnoceny na základě konfirmačních testů, jako je testování PCR nebo Western blot.
Jednou z neodmyslitelných výhod testu na antigen, oproti testu na protilátky (jako jsou rychlé testy na HIV detekující protilátky) je, že imunitnímu systému může trvat určitou dobu, než si vytvoří protilátky po začátku infekce, ale cizorodý antigen je přítomen ihned. Ačkoli se u každého diagnostického testu může vyskytnout falešně negativní výsledek, tato doba latence může u testů na protilátky otevřít obzvláště širokou cestu k falešně negativním výsledkům, ačkoli podrobnosti závisejí na tom, o jakou nemoc a o jaký test se jedná. Výroba rychlých antigenních testů obvykle stojí kolem 5,00 USD.